# Chris Brochu
Chris Brochu, född 25 juni 1989 i Washington, D.C., är en amerikansk skådespelare. Han är mest känd för sin roll som Luke Parker i The Vampire Diaries samt som Ray Beech i Disney Channel-filmen Lemonade Mouth. Han är äldre bror till skådespelaren Doug Brochu, känd från bland annat Sonnys chans och So Random!.